# Uiffingen
Uiffingen ist ein Stadtteil von Boxberg im Main-Tauber-Kreis im fränkisch und badisch geprägten Nordosten Baden-Württembergs.

## Geographie

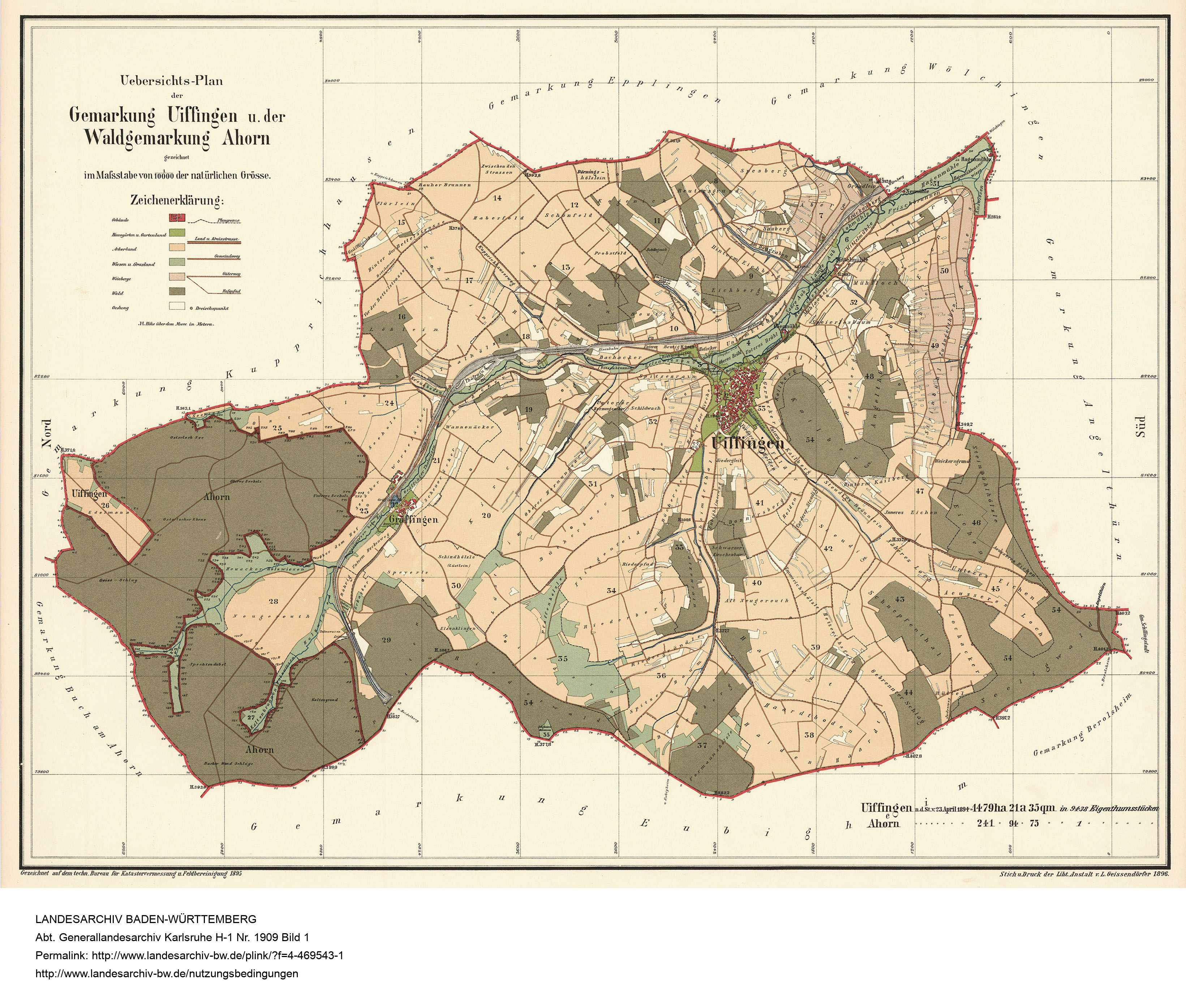
Gemarkung von Uiffingen, 1896, daneben die Waldgemarkung Ahorn

Uiffingen liegt im quellreichen oberen Tal der Umpfer, am Zusammenfluss zweier Quellflüsse der Umpfer. Westlich grenzt der Ort an einen großen zusammenhängenden Ahornwald, in dem außer der Umpfer noch die Kirnau und die Erf entspringen. Zur Gemarkung der ehemaligen Gemeinde Uiffingen gehören das Dorf Uiffingen (⊙), der Weiler Gräffingen (Hof) (⊙) und die Wohnplätze Aussiedlerhof Eubigheimerweg (⊙), Aussiedlerhof Götzenbrunnen (⊙), Hagenmühle (⊙), Mittelmühle (⊙) und Obermühle (⊙) sowie die abgegangenen Ortschaften Hachtel, Niederweiler und Rieden.

## Geschichte

### Mittelalter
Der Ort wurde im Jahre 1245 erstmals als Uffingen erwähnt. Die Bezeichnung stammt wohl von einem Personennamen. Der Ort gehörte wohl zunächst der Herrschaft Boxberg und gelangte 1357 in den Besitz der Herren von Rosenberg. Später ging die Herrschaft an die Schüpf (vergleiche Oberschüpf) über. Fortan teilte der Ort deren Geschichte.

### Neuzeit
1565 gehörte Uiffingen wie die Schüpf zur Zehnt Königshofen. Ab 1803 gehörte der Ort zum Fürstentum Leiningen, bevor er 1806 badisch wurde. Die Amtszugehörigkeit ist identisch mit der von Boxberg.
Am 1. Januar 1973 wurde Uiffingen gemeinsam mit Angeltürn, Bobstadt, Epplingen, Lengenrieden, Schwabhausen und Windischbuch in die Stadt Boxberg eingemeindet.

### Einwohnerentwicklung
Die Bevölkerung von Uiffingen entwickelte sich wie folgt:
| Jahr | Gesamt |
| ---- | ------ |
| 1961 | 507    |
| 1970 | 516    |
| 2014 | 385    |

## Religion
Etwa zwei Drittel bis drei Viertel der Einwohner sind evangelisch. Bis 2001 hatte die Gemeinde einen eigenen Pfarrer vor Ort. Seit 2002 wird die evangelische Gemeinde von Boxberg mitversorgt.

## Politik
Das Wappen von Uiffingen zeigt: Im von Rot über Gold geteilten Schild oben ein silberner Widder.

## Kultur und Sehenswürdigkeiten

### Kulturdenkmale
Unbewegliche Bau- und Kunstdenkmale des Ortes sind in der vom Regierungspräsidium Stuttgart herausgegebene Liste der Bau- und Kunstdenkmale aufgeführt. Eine Auskunft ist auf Anfrage bei der Unteren Denkmalschutzbehörde der Stadt Boxberg erhältlich.

### St. Burkhard
Die katholische Kirche St. Burkhard in Uiffingen wurde im Jahre 1803 errichtet. Es handelt sich um einen schlichten klassizistischen Saalbau mit Dachreiter und Schmuckportal.

### Evangelische Kirche
Die evangelische Kirche in Uiffingen wurde im Jahre 1819 errichtet. Es handelt sich um einen klassizistischen Bau der Weinbrennerschule mit Eingangsloggia und eingestellten Säulen. Sehenswert ist eine Steinmeyer-Orgel aus dem Jahre 1910. Ein aus dem Jahre 1612 von Konrad Schott stammendes Orgelgehäuse wurde dabei weitgehend renoviert und imitiert.

## Wirtschaft und Infrastruktur

### Verkehr
Uiffingen ist aus Südosten und aus Westen jeweils über die K 2837 zu erreichen, die im Ortsbereich als Uiffinger Straße bezeichnet wird. In nordöstlicher Richtung ist der Ort über die K 2838 zu erreichen. In südwestlicher Richtung führt ein Verbindungsweg bis zur K 2839.
Der im Jahre 1920 eröffnete Haltepunkt Uiffingen an der Bahnstrecke Stuttgart–Würzburg wird nicht mehr bedient.
Der Radweg zwischen Uiffingen und Eubigheim wurde im Jahre 2020 saniert.

### Wohnen und Bauen
Ein Neubaugebiet entstand im Norden (1960).